# Lineární lomená funkce
Lineární lomená funkce je funkce, kterou lze zapsat ve tvaru {\displaystyle f(x):y={\frac {ax+b}{cx+d}};\,a,b,c,d\in \mathbb {R} ,\,c\neq 0}.

## Vlastnosti
- Definičním oborem jsou všechna reálná čísla s jednou výjimkou {\displaystyle {\frac {-d}{c}}} (tj. {\displaystyle D_{f}=R\setminus \left\{{\frac {-d}{c}}\right\}}).
- Grafem této funkce je (v nedegenerovaném případě) hyperbola se středem v bodě {\displaystyle \left[{\frac {-d}{c}};{\frac {a}{c}}\right]}.
- Asymptoty ({\displaystyle x={\frac {-d}{c}}} ; {\displaystyle y={\frac {a}{c}}}) procházejí středem a jsou rovnoběžné s osami souřadnic.
- Jestliže by bylo {\displaystyle c=0}, již by se nejednalo o lineární lomenou funkci, ale lineární funkci {\displaystyle f:y={\frac {a}{d}}x+{\frac {b}{d}}.}

Vlastnosti funkce závisí na hodnotě výrazu {\displaystyle ad-bc}.
- Pro {\displaystyle ad-bc>0} ({\displaystyle ad>bc}) se jedná o hyperbolu rostoucí na intervalech {\displaystyle (-\infty ;{\frac {-d}{c}})} a {\displaystyle ({\frac {-d}{c}};\infty ).}
- Pro {\displaystyle ad-bc=0} ({\displaystyle ad=bc}) by se jednalo o přímku {\displaystyle f(x):y={\frac {a}{c}}.}
- Pro {\displaystyle ad-bc<0} ({\displaystyle ad<bc}) se jedná o hyperbolu klesající na intervalech {\displaystyle (-\infty ;{\frac {-d}{c}})} a {\displaystyle ({\frac {-d}{c}};\infty ).}

Derivace lomené funkce je
{\displaystyle \left({\frac {ax+b}{cx+d}}\right)^{'}={\frac {a(cx+d)-c(ax+b)}{(cx+d)^{2}}}.}
Po roznásobení závorek a následném odečtení vznikne tvar
{\displaystyle {\frac {ad-cb}{(cx+d)^{2}}}.}